# Superliga de Voleibol Masculina 2023-2024
La Superliga de Voleibol Masculina 2023-2024, 60ª edizione della massima serie del campionato spagnolo di pallavolo maschile, si è svolta dal 7 ottobre 2023 al 4 maggio 2024: al torneo hanno partecipato dodici squadre di club spagnole e la vittoria finale è andata per l'ottava volta, la seconda consecutiva, al Guaguas.

## Regolamento

### Formula
La formula ha previsto:
- Regular season, disputata con girone all'italiana, con gare di andata e ritorno, per un totale di ventidue giornate: le prime otto classificate hanno acceduto ai play-off scudetto, mentre le ultime due classificate sono retrocesse in Superliga 2;
- Play-off scudetto, disputati con:
  - Quarti di finale e semifinali, giocate al meglio di due vittorie su tre gare;
  - Finale, giocata al meglio di tre vittorie su cinque gare[2].

### Criteri di classifica
Se il risultato finale è stato di 3-0 o 3-1 sono stati assegnati 3 punti alla squadra vincente e 0 a quella sconfitta, se il risultato finale è stato di 3-2 sono stati assegnati 2 punti alla squadra vincente e 1 a quella sconfitta.
L'ordine del posizionamento in classifica è stato definito in base a:
- Punti;
- Numero di partite vinte;
- Ratio dei set vinti/persi;
- Ratio dei punti realizzati/subiti;
- Risultato degli scontri diretti[3][4].

## Squadre partecipanti
Le squadre promosse dalla Superliga 2 sono state il Cisneros Alter e il Petrer, rispettivamente vincitore e finalista della fase finale del campionato cadetto. Il Barcellona, avente diritto, ha rinunciato alla partecipazione e ceduto il titolo al San Roque.
| Club            | Stagione | Città                      | Impianto                           | Stagione precedente                                          |
| --------------- | -------- | -------------------------- | ---------------------------------- | ------------------------------------------------------------ |
| Almería         | dettagli | Almería                    | Pabellón Moisés Ruiz               | 6ª in Superliga                                              |
| Cisneros Alter  | dettagli | San Cristóbal de La Laguna | Colegio Cisneros Alter             | 1ª in Superliga 2 (girone A); vincitrice play-off promozione |
| Emevé           | dettagli | Lugo                       | Pabellón Municipal de Deportes     | 8ª in Superliga                                              |
| Guaguas         | dettagli | Las Palmas de Gran Canaria | Centro Insular de Deportes         | Campione di Spagna                                           |
| Manacor         | dettagli | Manacor                    | Polideportivo Miguel Ángel Nadal   | 9ª in Superliga                                              |
| Melilla         | dettagli | Melilla                    | Pabellón Javier Imbroda Ortiz      | 4ª in Superliga                                              |
| Palma           | dettagli | Palma di Maiorca           | Palau Municipal d'Esports Son Moix | 10ª in Superliga                                             |
| Río Duero Soria | dettagli | Soria                      | Pabellón Los Pajaritos             | 2ª in Superliga                                              |
| San Roque       | dettagli | Las Palmas de Gran Canaria | Polideportivo El Batán             | 3ª in Superliga 2 (girone C)                                 |
| Teruel          | dettagli | Teruel                     | Pabellón Los Planos                | 3ª in Superliga                                              |
| Valencia        | dettagli | Valencia                   | Pavelló Municipal Benicalap sur    | 5ª in Superliga                                              |
| Petrer          | dettagli | Petrer                     | Pavelló Gedeón I Isaias Guardiola  | 1ª in Superliga 2 (girone B); finale play-off promozione     |

## Torneo

### Regular season

#### Risultati
| Prima giornata |                           |     |                                   |
|                |                           |     |                                   |
| 07-10          | Almería - Valencia        | 3-1 | 25-21, 28-26, 23-25, 25-19        |
| 07-10          | Palma - Teruel            | 2-3 | 25-23, 19-25, 17-25, 25-18, 13-15 |
| 07-10          | Petrer - Melilla          | 0-3 | 18-25, 25-27, 23-25               |
| 08-10          | San Roque - Guaguas       | 0-3 | 19-25, 19-25, 15-25               |
| 07-10          | Cisneros Alter - Emevé    | 3-0 | 32-30, 25-20, 25-16               |
| 07-10          | Río Duero Soria - Manacor | 3-0 | 25-18, 25-21, 25-23               |

| Seconda giornata |                          |     |                                   |
|                  |                          |     |                                   |
| 14-10            | Manacor - Almería        | 0-3 | 15-25, 23-25, 16-25               |
| 14-10            | Emevé - Río Duero Soria  | 1-3 | 25-21, 23-25, 14-25, 18-25        |
| 14-10            | Guaguas - Cisneros Alter | 3-2 | 22-25, 25-18, 21-25, 25-14, 15-10 |
| 15-10            | Melilla - San Roque      | 3-0 | 25-23, 25-23, 25-19               |
| 14-10            | Teruel - Petrer          | 3-0 | 25-13, 25-23, 25-20               |
| 14-10            | Valencia - Palma         | 3-1 | 25-23, 24-26, 25-15, 25-21        |

| Terza giornata |                           |     |                                   |
|                |                           |     |                                   |
| 18-10          | Almería - Palma           | 3-0 | 25-15, 25-17, 25-14               |
| 18-10          | Petrer - Valencia         | 1-3 | 22-25, 22-25, 25-22, 17-25        |
| 18-10          | San Roque - Teruel        | 2-3 | 25-22, 25-22, 28-30, 20-25, 9-15  |
| 18-10          | Cisneros Alter - Melilla  | 2-3 | 25-20, 22-25, 29-31, 27-25, 11-15 |
| 18-10          | Río Duero Soria - Guaguas | 3-1 | 25-21, 25-19, 16-25, 25-15        |
| 18-10          | Manacor - Emevé           | 3-0 | 25-16, 25-13, 25-19               |

| Quarta giornata |                           |     |                                   |
|                 |                           |     |                                   |
| 21-10           | Emevé - Almería           | 0-3 | 23-25, 22-25, 15-25               |
| 21-10           | Guaguas - Manacor         | 3-0 | 25-22, 25-12, 25-23               |
| 22-10           | Melilla - Río Duero Soria | 0-3 | 20-25, 27-29, 22-25               |
| 21-10           | Teruel - Cisneros Alter   | 3-0 | 25-23, 25-22, 25-23               |
| 21-10           | Valencia - San Roque      | 2-3 | 21-25, 25-17, 21-25, 25-23, 13-15 |
| 21-10           | Palma - Petrer            | 3-0 | 25-16, 25-23, 25-23               |

| Quinta giornata |                           |     |                                   |
|                 |                           |     |                                   |
| 28-10           | Almería - Petrer          | 3-0 | 25-17, 25-20, 25-18               |
| 29-10           | San Roque - Palma         | 3-2 | 21-25, 24-26, 25-23, 25-17, 15-13 |
| 28-10           | Cisneros Alter - Valencia | 3-0 | 25-16, 25-19, 25-21               |
| 28-10           | Río Duero Soria - Teruel  | 3-0 | 25-18, 25-15, 25-22               |
| 28-10           | Manacor - Melilla         | 0-3 | 28-30, 22-25, 19-25               |
| 28-10           | Emevé - Guaguas           | 0-3 | 13-25, 21-25, 22-25               |

| Sesta giornata |                            |     |                                   |
|                |                            |     |                                   |
| 04-11          | Guaguas - Almería          | 3-1 | 22-25, 25-21, 25-18, 25-19        |
| 05-11          | Melilla - Emevé            | 3-1 | 25-16, 26-24, 23-25, 25-15        |
| 04-11          | Teruel - Manacor           | 3-2 | 14-25, 25-23, 25-21, 25-27, 15-8  |
| 04-11          | Valencia - Río Duero Soria | 3-2 | 24-26, 25-18, 17-25, 25-20, 15-10 |
| 04-11          | Palma - Cisneros Alter     | 1-3 | 14-25, 25-22, 25-27, 22-25        |
| 05-11          | Petrer - San Roque         | 2-3 | 28-30, 17-25, 25-20, 25-22, 11-15 |

| Settima giornata |                         |     |                                   |
|                  |                         |     |                                   |
| 11-11            | Almería - San Roque     | 3-0 | 25-16, 25-15, 25-20               |
| 11-11            | Cisneros Alter - Petrer | 3-1 | 25-19, 21-25, 25-22, 25-20        |
| 11-11            | Río Duero Soria - Palma | 3-2 | 25-22, 33-35, 14-25, 25-18, 15-12 |
| 11-11            | Manacor - Valencia      | 3-1 | 25-18, 22-25, 25-20, 25-14        |
| 11-11            | Emevé - Teruel          | 3-1 | 25-20, 17-25, 28-26, 25-20        |
| 15-11            | Guaguas - Melilla       | 3-1 | 25-16, 19-25, 25-23, 25-19        |

| Ottava giornata |                            |     |                                   |
|                 |                            |     |                                   |
| 19-11           | Melilla - Almería          | 0-3 | 27-29, 12-25, 19-25               |
| 18-11           | Teruel - Guaguas           | 0-3 | 25-27, 20-25, 17-25               |
| 18-11           | Valencia - Emevé           | 2-3 | 16-25, 25-18, 23-25, 25-23, 10-15 |
| 18-11           | Palma - Manacor            | 1-3 | 23-25, 25-16, 16-25, 19-25        |
| 18-11           | Petrer - Río Duero Soria   | 1-3 | 29-31, 19-25, 25-23, 19-25        |
| 19-11           | San Roque - Cisneros Alter | 2-3 | 23-25, 24-26, 25-19, 25-22, 13-15 |

| Nona giornata |                             |     |                            |
|               |                             |     |                            |
| 25-11         | Almería - Cisneros Alter    | 3-0 | 25-20, 25-16, 25-13        |
| 25-11         | Río Duero Soria - San Roque | 3-1 | 25-17, 29-31, 25-16, 25-22 |
| 25-11         | Manacor - Petrer            | 3-0 | 25-20, 25-22, 25-23        |
| 25-11         | Emevé - Palma               | 1-3 | 25-22, 22-25, 19-25, 14-25 |
| 25-11         | Guaguas - Valencia          | 3-0 | 25-18, 25-19, 25-20        |
| 25-11         | Melilla - Teruel            | 3-0 | 25-19, 25-21, 25-17        |

| Decima giornata |                                  |     |                            |
|                 |                                  |     |                            |
| 02-12           | Almería - Teruel                 | 3-0 | 25-23, 26-24, 25-21        |
| 02-12           | Valencia - Melilla               | 3-0 | 25-20, 25-20, 25-14        |
| 02-12           | Palma - Guaguas                  | 1-3 | 25-20, 23-25, 22-25, 21-25 |
| 02-12           | Petrer - Emevé                   | 1-3 | 18-25, 17-25, 25-15, 20-25 |
| 03-12           | San Roque - Manacor              | 3-1 | 19-25, 25-23, 25-18, 25-14 |
| 02-12           | Cisneros Alter - Río Duero Soria | 3-1 | 27-25, 25-16, 20-25, 27-25 |

| Undicesima giornata |                           |     |                                   |
|                     |                           |     |                                   |
| 09-12               | Río Duero Soria - Almería | 3-1 | 20-25, 30-28, 25-14, 25-14        |
| 09-12               | Manacor - Cisneros Alter  | 3-1 | 25-23, 25-22, 22-25, 25-23        |
| 09-12               | Emevé - San Roque         | 3-2 | 24-26, 19-25, 25-17, 25-22, 15-10 |
| 09-12               | Guaguas - Petrer          | 3-0 | 25-23, 25-11, 25-19               |
| 09-12               | Melilla - Palma           | 3-0 | 25-23, 25-16, 26-24               |
| 09-12               | Teruel - Valencia         | 3-0 | 25-16, 25-18, 25-19               |

| Dodicesima giornata |                           |     |                                   |
|                     |                           |     |                                   |
| 16-12               | Valencia - Almería        | 3-1 | 21-25, 25-21, 25-18, 25-22        |
| 16-12               | Teruel - Palma            | 3-2 | 25-15, 23-25, 25-18, 21-25, 15-12 |
| 17-12               | Melilla - Petrer          | 3-0 | 25-13, 25-22, 25-18               |
| 16-12               | Guaguas - San Roque       | 3-0 | 25-16, 25-20, 25-23               |
| 16-12               | Emevé - Cisneros Alter    | 0-3 | 20-25, 16-25, 23-25               |
| 16-12               | Manacor - Río Duero Soria | 0-3 | 16-25, 23-25, 22-25               |

| Tredicesima giornata |                          |     |                                  |
|                      |                          |     |                                  |
| 06-01                | Almería - Manacor        | 3-1 | 25-20, 20-25, 25-19, 25-14       |
| 06-01                | Río Duero Soria - Emevé  | 3-0 | 25-21, 25-15, 32-30              |
| 07-01                | Cisneros Alter - Guaguas | 0-3 | 19-25, 23-25, 18-25              |
| 07-01                | San Roque - Melilla      | 0-3 | 21-25, 20-25, 20-25              |
| 06-01                | Petrer - Teruel          | 0-3 | 20-25, 23-25, 25-27              |
| 06-01                | Palma - Valencia         | 2-3 | 25-22, 29-31, 21-25, 25-20, 8-15 |

| Quattordicesima giornata |                           |     |                            |
|                          |                           |     |                            |
| 13-01                    | Palma - Almería           | 0-3 | 21-25, 21-25, 17-25        |
| 13-01                    | Valencia - Petrer         | 3-0 | 25-21, 29-27, 25-22        |
| 13-01                    | Teruel - San Roque        | 3-0 | 25-19, 34-32, 25-19        |
| 14-01                    | Melilla - Cisneros Alter  | 3-0 | 25-19, 25-19, 28-26        |
| 13-01                    | Guaguas - Río Duero Soria | 3-1 | 22-25, 25-22, 25-15, 25-14 |
| 13-01                    | Emevé - Manacor           | 3-0 | 25-20, 25-22, 25-17        |

| Quindicesima giornata |                           |     |                                   |
|                       |                           |     |                                   |
| 20-01                 | Almería - Emevé           | 3-0 | 25-13, 25-19, 25-21               |
| 20-01                 | Manacor - Guaguas         | 1-3 | 22-25, 25-20, 21-25, 18-25        |
| 20-01                 | Río Duero Soria - Melilla | 3-0 | 25-16, 25-17, 25-21               |
| 20-01                 | Cisneros Alter - Teruel   | 1-3 | 25-27, 25-17, 21-25, 19-25        |
| 21-01                 | San Roque - Valencia      | 3-2 | 24-26, 23-25, 25-23, 25-18, 15-11 |
| 20-01                 | Petrer - Palma            | 0-3 | 21-25, 22-25, 20-25               |

| Sedicesima giornata |                           |     |                                   |
|                     |                           |     |                                   |
| 27-01               | Petrer - Almería          | 1-3 | 25-23, 18-25, 18-25, 16-25        |
| 27-01               | Palma - San Roque         | 2-3 | 26-24, 28-30, 21-25, 25-19, 13-15 |
| 27-01               | Valencia - Cisneros Alter | 2-3 | 25-14, 26-24, 22-25, 15-25, 13-15 |
| 27-01               | Teruel - Río Duero Soria  | 3-2 | 25-22, 25-20, 21-25, 22-25, 20-18 |
| 28-01               | Melilla - Manacor         | 3-0 | 25-19, 27-25, 25-18               |
| 27-01               | Guaguas - Emevé           | 3-2 | 27-25, 25-13, 24-26, 23-25, 15-7  |

| Diciassettesima giornata |                            |     |                                  |
|                          |                            |     |                                  |
| 03-02                    | Almería - Guaguas          | 1-3 | 14-25, 19-25, 25-18, 15-25       |
| 03-02                    | Emevé - Melilla            | 3-0 | 25-14, 25-15, 25-17              |
| 03-02                    | Manacor - Teruel           | 1-3 | 22-25, 25-12, 20-25, 16-25       |
| 03-02                    | Río Duero Soria - Valencia | 3-0 | 25-15, 25-23, 25-22              |
| 03-02                    | Cisneros Alter - Palma     | 3-2 | 27-29, 21-25, 25-14, 25-22, 15-6 |
| 03-02                    | San Roque - Petrer         | 3-0 | 25-22, 25-22, 25-15              |

| Diciottesima giornata |                         |     |                                  |
|                       |                         |     |                                  |
| 11-02                 | San Roque - Almería     | 0-3 | 23-25, 23-25, 20-25              |
| 10-02                 | Petrer - Cisneros Alter | 1-3 | 15-25, 28-26, 21-25, 22-25       |
| 10-02                 | Palma - Río Duero Soria | 0-3 | 16-25, 23-25, 21-25              |
| 10-02                 | Valencia - Manacor      | 3-1 | 20-25, 25-19, 25-22, 25-21       |
| 10-02                 | Teruel - Emevé          | 3-1 | 25-22, 25-22, 23-25, 25-23       |
| 11-02                 | Melilla - Guaguas       | 3-2 | 25-21, 26-28, 28-26, 16-25, 15-9 |

| Diciannovesima giornata |                            |     |                                   |
|                         |                            |     |                                   |
| 24-02                   | Almería - Melilla          | 3-0 | 25-21, 27-25, 25-19               |
| 24-02                   | Guaguas - Teruel           | 3-1 | 21-25, 25-15, 25-23, 25-19        |
| 24-02                   | Emevé - Valencia           | 3-2 | 25-20, 17-25, 25-18, 24-26, 15-11 |
| 24-02                   | Manacor - Palma            | 3-1 | 25-22, 25-21, 23-25, 26-24        |
| 24-02                   | Río Duero Soria - Petrer   | 3-0 | 25-16, 25-22, 25-22               |
| 24-02                   | Cisneros Alter - San Roque | 1-3 | 31-33, 25-23, 23-25, 25-27        |

| Ventesima giornata |                             |     |                                   |
|                    |                             |     |                                   |
| 02-03              | Cisneros Alter - Almería    | 1-3 | 25-21, 22-25, 22-25, 25-27        |
| 03-03              | San Roque - Río Duero Soria | 0-3 | 19-25, 20-25, 22-25               |
| 02-03              | Petrer - Manacor            | 0-3 | 19-25, 15-25, 21-25               |
| 02-03              | Palma - Emevé               | 3-2 | 25-20, 28-30, 20-25, 25-21, 15-9  |
| 02-03              | Valencia - Guaguas          | 0-3 | 14-25, 23-25, 22-25               |
| 02-03              | Teruel - Melilla            | 3-2 | 25-14, 25-23, 20-25, 21-25, 15-11 |

| Ventunesima giornata |                                  |     |                                   |
|                      |                                  |     |                                   |
| 09-03                | Teruel - Almería                 | 1-3 | 25-27, 18-25, 25-21, 19-25        |
| 09-03                | Melilla - Valencia               | 2-3 | 25-22, 21-25, 26-28, 25-21, 13-15 |
| 09-03                | Guaguas - Palma                  | 3-1 | 25-21, 25-21, 24-26, 25-21        |
| 09-03                | Emevé - Petrer                   | 1-3 | 21-25, 25-17, 22-25, 29-31        |
| 09-03                | Manacor - San Roque              | 2-3 | 22-25, 17-25, 25-22, 25-23, 14-16 |
| 09-03                | Río Duero Soria - Cisneros Alter | 3-0 | 25-15, 25-19, 25-21               |

| Ventiduesima giornata |                           |     |                                   |
|                       |                           |     |                                   |
| 16-03                 | Almería - Río Duero Soria | 3-1 | 25-19, 25-23, 16-25, 25-20        |
| 16-03                 | Cisneros Alter - Manacor  | 3-0 | 25-23, 25-23, 25-18               |
| 16-03                 | San Roque - Emevé         | 3-2 | 21-25, 25-17, 25-20, 14-25, 15-13 |
| 16-03                 | Petrer - Guaguas          | 0-3 | 16-25, 19-25, 22-25               |
| 16-03                 | Palma - Melilla           | 1-3 | 20-25, 20-25, 25-18, 28-30        |
| 16-03                 | Valencia - Teruel         | 1-3 | 21-25, 18-25, 25-20, 15-25        |

#### Classifica
| Pos. | Squadra         | Pt | G  | V  | P  | SV | SP | Ratio | PF    | PS    | Ratio |
| ---- | --------------- | -- | -- | -- | -- | -- | -- | ----- | ----- | ----- | ----- |
| 1.   | Guaguas         | 59 | 22 | 20 | 2  | 63 | 18 | 3,500 | 1 929 | 1 625 | 1,187 |
| 2.   | Almería         | 54 | 22 | 18 | 4  | 58 | 18 | 3,222 | 1 811 | 1 584 | 1,143 |
| 3.   | Río Duero Soria | 52 | 22 | 17 | 5  | 58 | 22 | 2,636 | 1 906 | 1 700 | 1,121 |
| 4.   | Teruel          | 39 | 22 | 15 | 7  | 48 | 37 | 1,297 | 1 914 | 1 864 | 1,027 |
| 5.   | Melilla         | 39 | 22 | 13 | 9  | 44 | 33 | 1,333 | 1 748 | 1 727 | 1,012 |
| 6.   | Cisneros Alter  | 32 | 22 | 11 | 11 | 41 | 43 | 0,953 | 1 908 | 1 900 | 1,004 |
| 7.   | Valencia        | 29 | 22 | 9  | 13 | 40 | 49 | 0,816 | 1 911 | 1 985 | 0,963 |
| 8.   | San Roque       | 26 | 22 | 10 | 12 | 37 | 52 | 0,712 | 1 929 | 2 019 | 0,955 |
| 9.   | Manacor         | 23 | 22 | 7  | 15 | 30 | 49 | 0,612 | 1 718 | 1 801 | 0,954 |
| 10.  | Emevé           | 21 | 22 | 7  | 15 | 32 | 53 | 0,604 | 1 793 | 1 929 | 0,929 |
| 11.  | Palma           | 18 | 22 | 4  | 18 | 33 | 57 | 0,579 | 1 934 | 2 067 | 0,936 |
| 12.  | Petrer          | 4  | 22 | 1  | 21 | 11 | 64 | 0,172 | 1 553 | 1 853 | 0,838 |

      Qualificata ai play-off scudetto.
      Retrocessa in Superliga 2.

### Play-off scudetto

#### Tabellone
|  | Quarti di finale | Quarti di finale | Quarti di finale | Quarti di finale | Quarti di finale |   |         | Semifinali | Semifinali | Semifinali | Semifinali | Semifinali |  |  | Finale | Finale | Finale | Finale | Finale | Finale | Finale |  |
|  |                  |                  |                  |                  |                  |   |         |            |            |            |            |            |  |  |        |        |        |        |        |        |        |  |
|  | 1                | Guaguas          | 3                | 3                |                  |   |         |            |            |            |            |            |  |  |        |        |        |        |        |        |        |  |
|  | 1                | Guaguas          | 3                | 3                |                  |   |         |            |            |            |            |            |  |  |        |        |        |        |        |        |        |  |
|  | 8                | San Roque        | 0                | 0                |                  |   |         |            |            |            |            |            |  |  |        |        |        |        |        |        |        |  |
|  | 8                | San Roque        | 0                | 0                |                  | 1 | Guaguas | 3          | 3          |            |            |            |  |  |        |        |        |        |        |        |        |  |
|  |                  |                  |                  |                  |                  | 1 | Guaguas | 3          | 3          |            |            |            |  |  |        |        |        |        |        |        |        |  |
|  |                  |                  | 5                | Melilla          | 1                | 0 |         |            |            |            |            |            |  |  |        |        |        |        |        |        |        |  |
|  | 4                | Teruel           | 5                | Melilla          | 1                | 0 | 2       | 1          |            |            |            |            |  |  |        |        |        |        |        |        |        |  |
|  | 4                | Teruel           |                  |                  |                  |   |         |            |            |            |            |            |  |  |        |        |        |        |        |        |        |  |
|  | 5                | Melilla          | 3                | 3                |                  |   |         |            |            |            |            |            |  |  |        |        |        |        |        |        |        |  |
|  | 5                | Melilla          | 3                | 3                |                  | 1 | Guaguas | 3          | 2          | 3          | 3          |            |  |  |        |        |        |        |        |        |        |  |
|  |                  |                  |                  |                  |                  |   |         |            |            |            |            |            |  |  |        |        |        |        |        |        |        |  |
|  |                  |                  | 3                | Río Duero Soria  | 0                | 3 | 0       | 1          |            |            |            |            |  |  |        |        |        |        |        |        |        |  |
|  | 2                | Almería          | 3                | Río Duero Soria  | 0                | 3 | 0       | 1          | 3          | 3          |            |            |  |  |        |        |        |        |        |        |        |  |
|  | 2                | Almería          |                  |                  |                  |   |         |            |            |            |            |            |  |  |        |        |        |        |        |        |        |  |
|  | 7                | Valencia         | 0                | 0                |                  |   |         |            |            |            |            |            |  |  |        |        |        |        |        |        |        |  |
|  | 7                | Valencia         | 0                | 0                |                  | 2 | Almería | 1          | 1          |            |            |            |  |  |        |        |        |        |        |        |        |  |
|  |                  |                  |                  |                  |                  | 2 | Almería | 1          | 1          |            |            |            |  |  |        |        |        |        |        |        |        |  |
|  |                  |                  | 3                | Río Duero Soria  | 3                | 3 |         |            |            |            |            |            |  |  |        |        |        |        |        |        |        |  |
|  | 3                | Río Duero Soria  | 3                | Río Duero Soria  | 3                | 3 | 3       | 3          |            |            |            |            |  |  |        |        |        |        |        |        |        |  |
|  | 3                | Río Duero Soria  |                  |                  |                  |   |         |            |            |            |            |            |  |  |        |        |        |        |        |        |        |  |
|  | 6                | Cisneros Alter   | 1                | 0                |                  |   |         |            |            |            |            |            |  |  |        |        |        |        |        |        |        |  |

#### Risultati

##### Quarti di finale
| Gara 1 |                                  |     |                                   |
|        |                                  |     |                                   |
| 23-03  | San Roque - Guaguas              | 0-3 | 19-25, 10-25, 19-25               |
| 23-03  | Valencia - Almería               | 0-3 | 22-25, 23-25, 16-25               |
| 23-03  | Cisneros Alter - Río Duero Soria | 1-3 | 27-25, 24-26, 16-25, 23-25        |
| 26-03  | Melilla - Teruel                 | 3-2 | 25-19, 25-19, 28-30, 24-26, 16-14 |

| Gara 2 |                                  |     |                            |
|        |                                  |     |                            |
| 06-04  | Guaguas - San Roque              | 3-0 | 25-20, 27-25, 25-17        |
| 05-04  | Almería - Valencia               | 3-0 | 25-9, 31-29, 25-23         |
| 06-04  | Río Duero Soria - Cisneros Alter | 3-0 | 26-24, 25-21, 25-22        |
| 06-04  | Teruel - Melilla                 | 1-3 | 23-25, 25-19, 22-25, 22-25 |

##### Semifinali
| Gara 1 |                           |     |                            |
|        |                           |     |                            |
| 15-04  | Melilla - Guaguas         | 1-3 | 23-25, 25-21, 25-27, 20-25 |
| 13-04  | Río Duero Soria - Almería | 3-1 | 22-25, 25-22, 25-20, 25-19 |

| Gara 2 |                           |     |                            |
|        |                           |     |                            |
| 20-04  | Guaguas - Melilla         | 3-0 | 25-18, 25-15, 25-15        |
| 19-04  | Almería - Río Duero Soria | 1-3 | 23-25, 17-25, 25-22, 16-25 |

##### Finale
| Gara 1 |                           |     |                     |
|        |                           |     |                     |
| 27-04  | Guaguas - Río Duero Soria | 3-0 | 25-22, 25-21, 25-19 |

| Gara 2 |                           |     |                                   |
|        |                           |     |                                   |
| 28-04  | Guaguas - Río Duero Soria | 2-3 | 20-25, 29-27, 25-20, 24-26, 11-15 |

| Gara 3 |                           |     |                     |
|        |                           |     |                     |
| 03-05  | Río Duero Soria - Guaguas | 0-3 | 17-25, 24-26, 22-25 |

| Gara 4 |                           |     |                            |
|        |                           |     |                            |
| 04-05  | Río Duero Soria - Guaguas | 1-3 | 24-26, 22-25, 25-17, 17-25 |

## Classifica finale
| Pos | Squadra         | Qualificazione           |
| --- | --------------- | ------------------------ |
|     | Guaguas         | Champions League 2024-25 |
| 2   | Río Duero Soria | Challenge Cup 2024-25    |
| 3   | Almería         |                          |
| 4   | Melilla         | Challenge Cup 2024-25    |
| 5   | Teruel          |                          |
| 6   | Cisneros Alter  | Challenge Cup 2024-25    |
| 7   | Valencia        |                          |
| 8   | San Roque       | Challenge Cup 2024-25    |
| 9   | Manacor         |                          |
| 10  | Emevé           |                          |
| 11  | Palma           | Superliga 2 2024-25      |
| 12  | Petrer          | Superliga 2 2024-25      |

## Statistiche
| Rendimento individuale | Rendimento individuale | Rendimento individuale | Rendimento individuale |
| Pos.                   | Nome                   | Punti                  | Squadra                |
| ---------------------- | ---------------------- | ---------------------- | ---------------------- |
| 1                      | Bruno Cunha            | 569                    | Río Duero Soria        |
| 2                      | Ulrik Dahl             | 528                    | San Roque              |
| 3                      | Víctor Amorim          | 414                    | Cisneros Alter         |
| 4                      | Matthew Neaves         | 406                    | Almería                |
| 5                      | Paolo Zonca            | 384                    | Guaguas                |
| 6                      | Max Schulz             | 375                    | Emevé                  |
| 7                      | Federico Martina       | 372                    | Melilla                |
| 8                      | Víctor Rodríguez       | 367                    | Almería                |
| 9                      | José Luis Linares      | 360                    | Emevé                  |
| 10                     | Francisco de Souza     | 356                    | Guaguas                |

| Attacchi vincenti | Attacchi vincenti  | Attacchi vincenti | Attacchi vincenti |
| Pos.              | Nome               | Punti             | Squadra           |
| ----------------- | ------------------ | ----------------- | ----------------- |
| 1                 | Bruno Cunha        | 503               | Río Duero Soria   |
| 2                 | Ulrik Dahl         | 427               | San Roque         |
| 3                 | Víctor Amorim      | 359               | Cisneros Alter    |
| 4                 | Matthew Neaves     | 355               | Almería           |
| 5                 | Federico Martina   | 343               | Melilla           |
| 6                 | Max Schulz         | 324               | Emevé             |
| 7                 | José Luis Linares  | 316               | Emevé             |
| 8                 | Francisco de Souza | 303               | Guaguas           |
| 9                 | Ángel Rodríguez    | 294               | Palma             |
| 10                | Adrián Olalla      | 292               | Río Duero Soria   |

| Muri vincenti | Muri vincenti   | Muri vincenti | Muri vincenti   |
| Pos.          | Nome            | Punti         | Squadra         |
| ------------- | --------------- | ------------- | --------------- |
| 1             | Fabián Flores   | 73            | Río Duero Soria |
| 2             | Moisés Cézar    | 69            | San Roque       |
| 3             | Daniel Macarro  | 65            | Cisneros Alter  |
| 4             | David Seybering | 54            | Palma           |
| 5             | Walter Da Cruz  | 53            | Petrer          |
| 5             | Jean Diedhiou   | 53            | Guaguas         |
| 7             | David López     | 51            | Melilla         |
| 8             | José Villalba   | 50            | Río Duero Soria |
| 9             | Alejandro Ribas | 49            | Manacor         |
| 9             | Axel Téllez     | 49            | Teruel          |

| Battute vincenti | Battute vincenti   | Battute vincenti | Battute vincenti |
| Pos.             | Nome               | Punti            | Squadra          |
| ---------------- | ------------------ | ---------------- | ---------------- |
| 1                | Ulrik Dahl         | 76               | San Roque        |
| 2                | Paolo Zonca        | 65               | Guaguas          |
| 3                | Matthew Neaves     | 35               | Almería          |
| 4                | Javier Monfort     | 34               | Valencia         |
| 5                | Nicolás Bruno      | 33               | Guaguas          |
| 6                | Bruno Cunha        | 32               | Río Duero Soria  |
| 6                | Ángel Rodríguez    | 32               | Palma            |
| 6                | Víctor Rodríguez   | 32               | Almería          |
| 9                | Gabriel Del Carmen | 30               | Cisneros Alter   |
| 10               | Víctor Amorim      | 29               | Cisneros Alter   |
| 10               | Gustavo Romaní     | 29               | Manacor          |
| 10               | Francisco Ruiz     | 29               | Almería          |